# ALGAE
ALGAE ist eine wissenschaftliche Fachzeitschrift für Algenkunde, die von der Korean Society of Phycology herausgegeben wird. Es handelt sich um eine Open-Access-Zeitschrift.
Die Zeitschrift wird seit 1986 veröffentlicht, zunächst in Koreanisch (Choryu-Hakhoe-chi) und seit 1996 in Englisch.